# Grotta della Salpêtrière
La grotta della Salpêtrière è una gola profonda, situata 200 metri a valle rispetto al ponte del Gard, nel territorio comunale di Remoulins (Gard). Essa conserva una delle stratigrafie più complete del Paleolitico superiore nel meridione mediterraneo della Francia.
I numerosi scavi condotti a partire dal 1872 hanno, tuttavia, pressoché esaurito il giacimento. Le ultime campagne hanno permesso di riconoscere:
- l'Aurignaziano
- il Gravettiano
- il Solutreano
- il Maddaleniano
- il Neolitico
- l'Età del rame

e a definire almeno una nuova "cultura" paleolitica:
- il Salpetriano, databile intorno ai 19000 anni fa